# Rish Shah
Rishabh Shah (Enfield, Londres, 17 de diciembre de 1995) es un actor de televisión indio-británico, conocido por sus participaciones en series de televisión como Years & Years (2019), Doctors (2019), Casualty (2020), Emmerdale (2020) y Ms. Marvel (2022-presente).

## Biografía
Nació y creció en Enfield, en el norte de Londres de padres indios originarios de Bombay y Vadodara. Estudió en el King's College de Londres y obtuvo una Licenciatura en Lengua Inglesa y Lingüística. Hizo su debut profesional en el teatro interpretando a Alan en la obra Torch Song en el Turbine Theatre de Londres, junto al actor Jay Lycurgo. Interpretó a Ravi en A todos los chicos: Para siempre. Filmó su papel como el hermano menor de Riz Ahmed en el cortometraje The Long Goodbye.

## Filmografía

### Televisión
- Prank Me (2017) como Asif.
- Years & Years (2019) como Ahmed.
- Doctors (2019) como Rajdeep Mishra.
- Casualty (2020) como Virat Dewala.
- Emmerdale (2020) como Kirin Kotecha.
- Ms. Marvel (2022) como Kamran.[6]
- Overcompensating (2025) como Miles.

### Cine
- The Long Goodbye (Corto, 2020) como Karim.
- A todos los chicos: Para siempre (2021) como Ravi.
- India Sweets and Spices (2021) como Varun Dutta.
- Strangers (2022) como Russ Lee.[7]
- Sitting in Bars with Cake (2023) como Owen.

## Vida personal
Empezó a conducir ciclomotores a los 9 años en India. Estaba tan obsesionado que soñaba con convertirse en repartidor de Pizza Hut cuando fuera grande. Su película favorita es Nacho Libre: "La he vuelto a ver cientos de veces y mi amor por esa película se hace más fuerte cada día. Nacho y Esqueleto me dan fuerza y nutrientes".